# 西門君遂
西門君遂（？—893年），為唐昭宗手下宦官，曾任神策軍護軍中尉、觀軍容使等職。

## 生平

### 晉升路途

#### 出身
西門君遂原任於內侍省中，因行事機敏，受到唐昭宗喜愛，榮寵有加。
大順二年九月八日（西元891年），在原觀軍容使楊復恭退休後接任其職。不久由於楊復恭義子楊守信、楊守厚、楊守亮等與天威都將李順節爆發衝突，楊守信遭到指控與楊復恭陰謀叛變。

#### 權傾一時
十月八日，唐昭宗上安喜樓，下詔天威都將李順節和神策軍使李守節，率軍討伐楊復恭。並任命西門君遂和宦官劉景宣分別為左右神策軍護軍中尉，參加討伐行動。禁軍圍攻楊復恭家宅，楊復恭手下死士張綰率武士抵抗，竟不能攻克。加之楊守信率軍趕到協防，遂先行撤離。
十月九日，駐含光門禁軍原想趁亂洗劫長安街市，但被中書門下同平章事劉崇望說服，加入戰鬥，楊守信部隊已無法支持，一鬨而散。楊復恭與楊守信見狀，乃攜帶家眷，從通化門撤出，逃奔興元。永安都頭權安追擊，擒獲張綰，將其斬首。楊復恭遂與楊守亮、楊守信、楊守忠、楊守貞、楊守厚等，以討伐李順節為名，一同反抗中央。
十二月十二日，西門君遂對驕橫放縱的李順節產生厭惡之心，遂與劉景宣用皇帝詔書，命李順節進宮。李順節到銀台門，兩人將其貼身衛士、隨從請至禁軍營舍休息，供奉官似知先（一說為劉景宣部將嗣光審）趁機從背後砍殺李順節。其隨從、衛士聞變，衝出延喜門，出外叫喊。天威、捧日、登封三特別營一齊叛變，劫掠永寧坊和長安街市，至下午，各營才恢復秩序，回歸中央。
景福元年二月（西元892年），鳳翔節度使李茂貞不斷上奏要求中央任命他為招討使，又寫信給中書門下同平章事、太尉杜讓能、神策軍護軍中尉西門君遂，信中內容多為輕蔑文辭。西門君遂私底下與王行瑜、李茂貞等節度使互通消息，卻又將信內措辭告至昭宗，昭宗為之大怒，在給事中牛徽的勸阻下才平息怒火，任命李茂貞為山南西道招討使。
李順節死後，同為天威軍使的賈德晟，對於前任長官李順節冤死一事，多有怨言。西門君遂大為反感。
四月，西門君遂上疏彈劾賈德晟，指控其對朝廷「多有毀謗言語」，昭宗遂斬賈德晟，其部下千餘騎逃奔鳳翔，投靠李茂貞。

### 代罪羔羊

#### 導火線
景福二年八月（西元893年），李茂貞上疏，抨擊中央。昭宗憤怒若狂，召杜讓能進宮議事，命杜讓能就在中書省住下，一月有餘，商討如何討伐李茂貞。
然行事不密，遭另一宰相，同為門下同章平事崔昭緯竊聽。崔昭緯派人通知李茂貞，李茂貞命他的黨徒千餘人在京師發起示威，攔住觀軍容使西門君遂、門下同平章事崔昭緯、門下同平章事鄭延昌三人坐騎和行轎，西門君遂將責任推卸給另兩人，隨後快速通過。鄭延昌、崔昭緯聲稱並不知情，群眾暴怒，投擲磚瓦，兩人僥倖逃出一命。昭宗得知，命人誅殺示威領導者，同時下令覃王李嗣周為京西招討使，神策大將軍李鐬當副招討使。
九月十日，行動開始，覃王李嗣周護送徐彥若至鳳翔就任節度使，攜帶六萬兵卒，李茂貞聯合王行瑜，一同出兵反抗。
九月十七日，雙方相遇，中央軍未及交戰，旋即潰散，望風而逃。李茂貞趁勝進軍，京師人心惶惶，群眾聚集，要求誅殺發動戰爭者。

#### 慘遭誅殺
九月十九日，李茂貞上疏列舉杜讓能罪行，要求昭宗誅殺杜讓能。昭宗見疏，與杜讓能泣：「與卿決矣！」。當日下詔貶杜讓能為梧州刺史，群眾仍不滿意，再把觀軍容使西門君遂放逐至儋州、內樞密使李周潼流竄崖州、內樞密使段詡流竄驩州。
九月二十日，昭宗出安福門，再貶杜讓能為雷州司戶，西門君遂、李周潼、段詡三人遭斬首，昭宗向李茂貞解釋戰爭主謀者乃此三人，試圖拯救杜讓能一命，然杜讓能仍在十月被迫自盡。